# جائزة الولايات المتحدة الكبرى 2017
جائزة الولايات المتحدة الكبرى 2017 هو سباق فورمولا 1 أقيم في حلبة الأمريكتين، أوستن. كان السابع عشر من أصل 20 في بطولة العالم لسباقات الفورمولا واحد موسم 2017. حلّ البريطاني لويس هاملتون أولا بينما جاء الألماني سباستيان فيتل في المركز الثاني وحصل على المركز الثالث الفنلندي كيمي رايكونن. بلغ الحضور 258,000.

## الترتيب النهائي
|         | الترتيب | السائق        | النقاط |
| ------- | ------- | ------------- | ------ |
|         | 1       | لويس هاملتون  | 331    |
|         | 2       | سباستيان فيتل | 265    |
|         | 3       | فالتيري بوتاس | 244    |
|         | 4       | دانيل ريكاردو | 192    |
|         | 5       | كيمي رايكونن  | 163    |
| المصدر: |         |               |        |